# Alexander Munksgaard
Alexander Munksgaard (Vind, 13 dicembre 1997) è un calciatore danese, difensore del Baník Ostrava.

## Caratteristiche tecniche
È un terzino destro.

## Carriera

### Club
Cresciuto nelle giovanili del Midtjylland, ha esordito in prima squadra il 24 luglio 2015 in occasione dell'incontro di Superligaen vinto 2-1 contro lo SønderjyskE.
Il 31 agosto 2016 è stato ceduto in prestito annuale al Lyngby.

### Nazionale
Ha giocato nelle nazionali giovanili danesi Under-17, Under-19, Under-20 ed Under-21.

## Palmarès

### Club

#### Competizioni nazionali
- Campionato danese: 1

Midtjylland: 2017-2018